# Bravo-Jahrescharts 1987
Die Jugendzeitschrift Bravo erscheint seit 1956 und enthält in jeder Wochenausgabe eine Hitliste, die von den Lesern gewählt wurde. Zum Jahresende wird eine Jahreshitliste erstellt, die Bravo-Jahrescharts. Seit 1960 wählen die Bravo-Leser zudem ihre beliebtesten Gesangsstars und dekorieren sie mit dem Bravo Otto.

## Bravo-Jahrescharts 1987
1. La Isla Bonita – Madonna – 280 Punkte
2. The Living Daylights – a-ha – 256 Punkte
3. Heartbeat – Don Johnson – 246 Punkte
4. Don’t Break My Heart – Den Harrow – 246 Punkte
5. It’s a Sin – Pet Shop Boys – 245 Punkte
6. Reality – Richard Sanderson – 240 Punkte
7. Stay – Bonnie Bianco & Pierre Cosso – 225 Punkte
8. Voyage, voyage – Desireless – 223 Punkte
9. Who’s That Girl – Madonna – 220 Punkte
10. Cry Wolf – a-ha – 217 Punkte

## Bravo-Otto-Wahl 1987

### Rock-Gruppe
1. Goldener Otto: a-ha
2. Silberner Otto: Pet Shop Boys
3. Bronzener Otto: Depeche Mode

### Hard-'n-Heavy-Gruppe
1. Goldener Otto: Europe
2. Silberner Otto: Bon Jovi
3. Bronzener Otto: Whitesnake

### Sänger
1. Goldener Otto: Den Harrow
2. Silberner Otto: Michael Jackson
3. Bronzener Otto: Rick Astley

### Sängerinnen
1. Goldener Otto: Madonna
2. Silberner Otto: Sandra
3. Bronzener Otto: Sabrina